# Tephritis bipartita
Tephritis bipartita är en tvåvingeart som beskrevs av Friedrich Georg Hendel 1938. Tephritis bipartita ingår i släktet Tephritis och familjen borrflugor. Inga underarter finns listade i Catalogue of Life.